# Теория Доу
Тео́рия До́у (англ. Dow theory) — теория, описывающая поведение цен акций во времени. В основе теории лежит серия публикаций Чарльза Доу (Charles H. Dow, 1851—1902), американского журналиста, первого редактора газеты «Wall Street Journal» и одного из основателей компании «Dow Jones and Co». Уже после смерти Доу теория была разработана Уильямом Гамильтоном (William P. Hamilton), Робертом Ри (Robert Rhea) и Джорджем Шефером (George Schaefer) и названа как «теория Доу». Сам Доу этим термином не пользовался.
Теория Доу лежит в основе технического анализа.

## Шесть постулатов теории

### Существует три типа трендов
Определение тренда, данное Доу, выглядит следующим образом: при восходящем (нисходящем) тренде каждый последующий пик и каждый спад должен быть выше (ниже) предыдущего.
Согласно теории Доу, существуют три типа трендов: первичный (или долгосрочный), вторичный (или промежуточный) и малый (или краткосрочный).

### Каждый первичный тренд имеет три фазы
Теория Доу утверждает, что каждый первичный тренд состоит из трех фаз: фазы накопления, фазы участия и фазы реализации. Во время первой фазы наиболее проницательные инвесторы начинают скупать (распродавать) активы вопреки общему мнению рынка. Эта фаза не сопровождается сильными изменениями цены, поскольку количество таких инвесторов достаточно мало. В какой-то момент часть рынка улавливает новый тренд и за проницательными инвесторами начинают следовать активные трейдеры, использующие технический анализ. Эта фаза сопровождается сильным изменением цены. Во время третьей фазы новый тренд распознает весь рынок и начинается ажиотаж. В этот момент проницательные инвесторы начинают реализовывать прибыль и закрывать позиции.

### Фондовый рынок учитывает все новости
Цены акций быстро реагируют на любую новую информацию. Это относится не только к финансовым и экономическим показателям, но и к любой новости вообще. Данное утверждение теории Доу хорошо согласуется с гипотезой эффективности рынка.

### Биржевые индексы должны быть согласованы
Данное утверждение относится к промышленному индексу Доу Джонса и транспортному индексу Доу Джонса. Согласно теории Доу, текущий тренд и сигналы к смене тренда должны подтверждаться обоими индексами. При этом допускается некоторое расхождение во времени сигналов, то есть один из индексов может подать сигнал о смене тренда раньше другого.

### Тренды подтверждаются объёмами торгов
Доу считал, что для распознавания тренда необходимо учитывать объёмы торгов. Изменение цен акций при малом объёме торгов может быть объяснено множеством различных причин и не характеризует текущий тренд. Если же изменение цены произошло на фоне больших объёмов торгов, то это отражает «реальное мнение» рынка и характеризует развитие текущего тренда или формирование нового.

### Тренды действуют до тех пор, пока не появится однозначный сигнал о прекращении
Это утверждение следует понимать следующим образом: рынок имеет тенденцию к продолжению изменения цен, не соответствующего тренду, которое, в случае неуверенности, следует интерпретировать как временную корректировку, а не как смену тренда.

## Критика теории
Теорию Доу упрекают в том, что её сигналы приходят слишком поздно: сигнал к покупке возникает во второй фазе восходящей тенденции при прорыве уровня предыдущего промежуточного пика, при этом в среднем 20—25 % тенденции уже позади. В защиту теории Доу можно отметить, что она рассчитана на то, чтобы захватывать значительную среднюю часть самых важных движений рынка.